# Ядерна енергетика Кенії
У 2017 році Рада з ядерної електрифікації Кенії (Kneb) оцінила, що атомна станція потужністю 1000 МВт може бути введена в експлуатацію до 2027 року і коштуватиме 500-600 мільярдів Ksh (5-6 мільярдів доларів США), й буде розташовуватися поблизу великої водойми, наприклад Індійського океану, озера Вікторія або озера Туркана.

## Історія
У вересні 2010 року колишній міністр енергетики та нафти Патрік Ньойке оголосив, що Кенія планує побудувати атомну електростанцію потужністю 1000 МВт між 2017 і 2022 роками. Прогнозована вартість використання південнокорейської технології становила 3,5 мільярда доларів США. Ядерні та відновлювані джерела енергії, такі як вітрові, сонячні та геотермальні станції, можуть зіграти важливу роль у допомозі Кенії досягти статусу середнього доходу, оскільки скорочення викидів вуглецю стає більш пріоритетним.

## Програма розвитку
Кенія розпочала програму, згідно з якою країна вироблятиме 1 ГВт (1000 МВт) з ядерних джерел у період між 2020 і 2022 роками. До 2030 року Кенія має встановити потужність 4 ГВт ядерної енергії, що забезпечить близько 19% енергетичних потреб Кенії. , що означає, що атомна енергетика буде другим за величиною джерелом енергії в Кенії, поступаючись місцем тільки геотермальній енергії, яка є чистим видом енергії.
Рада з атомної електроенергії Кенії (NuPEA) очолює цей сектор у країні.

## Зовнішні посилання
- Kenya Nuclear Electricity Board
- Renewable Energy Portal (Kenya)
- Ministry of Energy and Petroleum (Kenya)
- Energy Regulatory Commission (Kenya)
- Geothermal Development Company (Kenya)
- Kenya Power
- KenGen